# Ивангород
Ивангород (на руски: Иванго̀род, на естонски: Jaanilinn) е град в Русия, Ленинградска област, Кингисепски район.
Ивангород е разположен на десния (източен) бряг на река  Нарва (Нарова) срещу естонския град Нарва, на 24 км западно от Кингисеп.
Включен е в състава на Сребърния пръстен на Русия.
Населението на града към 1 януари 2018 е 10 453 души.